# Мартин Смоленски
Мартин Огнянов Смоленски (роден на 8 март 2003 г.) е български футболист, който играе на поста офанзивен полузащитник. Състезател на Ботев (Враца).

## Кариера
Смоленски е бивш играч на ЦСКА (София), Литекс и Миньор (Перник).
На 20 юли 2022 г. полузащитникът е изпратен под наем от ЦСКА (София) в отбора на Пирин (Благоевград). Дебютира на 22 юли при равенството 1:1 като гост на варненския Спартак.

### Ботев Враца
На 24 юни 2023 г. Мартин подписва с Ботев (Враца). Прави дебюта си на 13 август при загубата с 1:0 като гост на Левски (София).

## Национална кариера
На 23 септември 2022 г. Смоленски дебютира в приятелска среща за националния отбор на България до 21 г. при загубата с 1:0 като гост на националния отбор на Унгария до 21 г.

## Успехи
ЦСКА (София)
- Купа на България (1): 2021